# Championnat National 2019-2020
Lo Championnat National 2019-2020 è stata la 27ª stagione dalla fondazione della Championnat National e la 22ª nel suo formato attuale, che funge da terza divisione del campionato di calcio francese. La stagione è stata sospesa a tempo indeterminato il 12 marzo 2020 a causa della pandemia di coronavirus.
Il 28 aprile 2020, il primo ministro francese Edouard Philippe ha annunciato che non ci sarebbero stati eventi sportivi, nemmeno a porte chiuse, prima di settembre 2020, chiudendo così in effetti la stagione. L'11 maggio il comitato esecutivo della FFF ha annunciato che le prime due squadre (Pau e Dunkerque) sarebbero state promosse a Ligue 2 , ma che non si sarebbe avuto alcun playoff di promozione e che non sarebbe stato dichiarato nessun campione. 
Capocannoniere del torneo è stato Achille Anani (Bourg-en-Bresse) con 16 reti.

## Stagione

### Novità
Nella stagione precedente sono state promosse in Ligue 2 Rodez, Chambly e Le Mans.
Dalla Ligue 2 sono retrocesse AS Béziers, Red Star e Gazélec Ajaccio
Dallo Championnat de France amateur sono state promosse Créteil-Lusitanos, Le Puy, Tolone e Bastia-Borgo.

### Formula
Le diciotto squadre partecipanti si sono incontrate in un turno di andata e ritorno per un totale di 34 partite.
Le prime due squadre classificate e la vincitrice dello spareggio sono promosse in Ligue 2.
Le ultime quattro squadre classificate sono retrocesse in CFA.

## Classifica
Classifica aggiornata al 9 marzo 2020
|  | Pos. | Squadra               | Pt | G  | V  | N  | P  | GF | GS | DR  |
|  | ---- | --------------------- | -- | -- | -- | -- | -- | -- | -- | --- |
|  | 1.   | Pau                   | 48 | 25 | 13 | 9  | 3  | 43 | 20 | +23 |
|  | 2.   | Dunkerque             | 47 | 25 | 14 | 5  | 6  | 42 | 26 | +16 |
|  | 3.   | Boulogne              | 46 | 25 | 14 | 4  | 7  | 32 | 17 | +15 |
|  | 4.   | Bourg-en-Bresse       | 42 | 25 | 11 | 9  | 5  | 38 | 30 | +8  |
|  | 5.   | Red Star              | 42 | 25 | 12 | 6  | 7  | 30 | 22 | +8  |
|  | 6.   | Avranches             | 42 | 24 | 13 | 3  | 8  | 30 | 26 | +4  |
|  | 7.   | Villefranche          | 41 | 25 | 10 | 11 | 4  | 34 | 24 | +10 |
|  | 8.   | Lyon-La Duchère       | 40 | 25 | 11 | 7  | 7  | 37 | 32 | +5  |
|  | 9.   | Créteil-Lusitanos     | 35 | 25 | 9  | 8  | 8  | 33 | 27 | +6  |
|  | 10.  | Laval                 | 35 | 25 | 9  | 8  | 8  | 26 | 24 | +2  |
|  | 11.  | Concarneau            | 31 | 25 | 8  | 7  | 10 | 21 | 25 | -4  |
|  | 12.  | SO Cholet             | 28 | 25 | 7  | 7  | 11 | 32 | 40 | -8  |
|  | 13.  | Bastia-Borgo          | 24 | 23 | 5  | 9  | 9  | 22 | 32 | -10 |
|  | 14.  | Quevilly-Rouen        | 24 | 24 | 6  | 6  | 12 | 26 | 34 | -8  |
|  | 15.  | Le Puy                | 23 | 25 | 6  | 5  | 14 | 27 | 40 | -13 |
|  | 16.  | AS Béziers            | 23 | 25 | 5  | 8  | 12 | 26 | 43 | -17 |
|  | 17.  | Gazélec Ajaccio* (-1) | 19 | 25 | 4  | 8  | 13 | 15 | 35 | -20 |
|  | 18.  | Tolone                | 13 | 25 | 1  | 10 | 14 | 17 | 34 | -17 |

Legenda:

      Promosse in Ligue 2 2020-2021

      Retrocesse in Championnat de France amateur

Note:
- Il 2 agosto 2019, il Gazélec Ajaccio ha rifiutato di giocare la sua prima partita della stagione contro il Red Star in segno di protesta per le decisioni prese dal DNCG. Il 7 agosto 2019, la FFF ha confermato la sconfitta, assegnando la vittoria per 3-0 al Red Star e infliggendo un punto di penalizzazione al Gazélec Ajaccio

## Spareggi

### Play-out
La terza dello Championnat National affronta, in doppia sfida, la terzultima classificata della Ligue 2, solo che quest'anno, a causa della pandemia di COVID-19 in Francia., questa sfida non verrà disputata.